# Goldcrest Films International
Goldcrest Films International est une société de production cinématographique britannique.

## Filmographie

### Télévision
- 1982 : P'tang, Yang, Kipperbang. de Michael Apted
- 1982 : Experience Preferred... But Not Essential de Peter Duffell
- 1983 : Red Monarch (en) de Jack Gold
- 1983 : Robin Hood and the Sorcerer de Ian Sharp
- 1983 : Secrets de Gavin Millar
- 1983 : Those Glory Glory Days de Philip Saville
- 1984 : Concealed Enemies de Jeff Bleckner
- 1984 : The Far Pavilions de Peter Duffell (mini-série)
- 1984 : Tottie: The Story of a Dolls' House de Peter Firmin et Oliver Postgate (série télévisée)
- 1984 : Robin of Sherwood de Robert Young, Ian Sharp, Gerry Mill et al. (série télévisée)
- 1984 : Sharma and Beyond de Brian Gilbert
- 1984 : Arthur's Hallowed Ground de Freddie Young
- 1986 : Omnibus: The Mission de Robin Lough (documentaire musical)

### Cinéma
- 1981 : Les Chariots de feu (Chariots of Fire) de Hugh Hudson
- 1981 : New York 1997 (Escape from New York) de John Carpenter
- 1982 : An Unsuitable Job for a Woman de Chris Petit
- 1982 : The Wall (Pink Floyd The Wall)
- 1982 : Gandhi de Richard Attenborough
- 1982 : Enigma de Jeannot Szwarc
- 1983 : Forever Young de David Drury
- 1983 : Local Hero de Bill Forsyth
- 1983 : Guerres froides (The Ploughman's Lunch) de Richard Eyre
- 1983 : Runners de Charles Sturridge
- 1983 : L'Habilleur (The Dresser) de Peter Yates
- 1984 : Winter Flight de Roy Battersby
- 1984 : The Frog Prince de Brian Gilbert
- 1984 : Another Country : Histoire d'une trahison de Marek Kanievska
- 1984 : Cal de Pat O'Connor
- 1984 : La Déchirure (The Killing Fields) de Roland Joffé
- 1984 : Nemo d'Arnaud Sélignac
- 1985 : Mr. Love de Roy Battersby
- 1985 : Dance with a Stranger de Mike Newell
- 1985 : Smooth Talk de Joyce Chopra
- 1985 : Revolution de Hugh Hudson
- 1985 : Chambre avec vue (A Room with a View) de James Ivory
- 1986 : Absolute Beginners de Julien Temple
- 1986 : The Mission de Roland Joffé
- 1986 : Knights and Emeralds de Ian Emes
- 1987 : Sur la route de Nairobi (White Mischief) de Michael Radford
- 1987 : Matewan de John Sayles
- 1987 : La Guerre à sept ans (Hope and Glory) de John Boorman
- 1989 : Black Rainbow de Mike Hodges
- 1989 : Charlie (All Dogs Go to Heaven) de Don Bluth, Gary Goldman et Dan Kuenster (animation)
- 1991 : Rock-O-Rico (Rock-A-Doodle) de Don Bluth, Gary Goldman et Dan Kuenster (animation)
- 1993 : The Voice of a Nation de Nick Quested (vidéo)
- 1993 : Les Mille et une vies d'Hector (Being Human) de Bill Forsyth
- 1996 : Space Truckers de Stuart Gordon
- 1997 : Driftwood de Ronan O'Leary
- 1997 : Clockwatchers de Jill Sprecher
- 1997 : Bring Me the Head of Mavis Davis de John Henderson
- 2003 : Karaoke Man de Adolfo Doring
- 2007 : Elvis and Anabelle de Will Geiger
- 2019 : Cold Blood Legacy : La Mémoire du sang de Frédéric Petitjean